# 출삼장기집
《출삼장기집》(出三藏記集)은 중국 양(梁)의 승려 승우(僧祐)가 편찬한 책이다. 다른 이름으로 《승우록》(僧祐錄), 《우록》(祐錄)이라고도 하며, 현존하는 가장 오래된 불교 경전의 완질이다. 전15권.

## 개요
후한(後漢)에서 양에 걸쳐 한역된 불교 경전의 역사 및 중국 불교사상의 기본 역사를 알 수 있는 기본 사료이다. 「총경서」(総経序)나 「술열전」(述列伝) 가운데는 중국이나 서역 관계 사료가 되는 기술들도 포함하고 있어서 단순히 불교사뿐 아니라 중국과 서역의 교역사도 알 수 있는 자료가 된다.
전명록(詮名録)은 그 대부분을 석도안(釈道安)이 찬한 「종리중경목록」(綜理衆経目録, 도안록道安録、안록安録)에 의해 기술되어 있는데, 본문의 주기(注記)를 통해 알 수 있다. 때문에 현재는 망실된 도안록의 자취를 엿볼 수 있다. 또한 그 뒤에 편찬된 여러 점의 경록을 참고로 교정을 행하고 있다.
중국의 문학 연구자 흥선굉(興膳宏)은 승우의 제자로 《문심조룡》(文心雕龍)의 찬자로 이름 높은 유협(劉勰)이 실제 편찬에서 대부분의 역할을 했을 것으로 보고 있다.
《출삼장기집》보다 조금 성립이 늦은 혜교(慧皎)의 《고승전》(高僧伝) 가운데 「역경편」(訳経篇)의 기사 대부분은 이 책의 「술열전」에 기초해 서술되었다.